# Marco Rossi
Marco Rossi (Seravezza, Lucca, 1 d'abril de 1978) és un exfutbolista italià que jugà de centrecampista sobretot al Genoa CFC.

## Trajectòria

### Primers anys
Marco Rossi va iniciar la seva carrera esportiva en el Lucchesse, un equip de la ciutat de Lucca. Després de jugar en les categories inferiors va fer el salt al primer equip l'any 1995, que militava a la Sèrie B. Va jugar tres temporades fins que va fitxar per la Salernitana on va debutar a la Sèrie A, la temporada 1998-99, tot i que a la següent va baixar a la Sèrie B. En la Salernitana va jugar un total de 45 partits.
El mes de gener de 2000 va fitxar per l'ACF Fiorentina. Va marcar el seu primer gol en la Sèrie A, l'11 de maig de 2001, en el partit Fiorentina - Juventus FC (1-3). En el seu primer any es va proclamar campió de la Copa Italiana. I l'any següent va debutar en competició internacional, jugant la Copa de la UEFA.
El mes de gener de 2002, després de jugar 36 partits va deixar la Fiorentina, a causa de salaris no pagats (el club es va declarar en fallida poc després), i va signar pel Como. La temporada següent va ser cedit al Genoa CFC que jugava a la Sèrie B.

### Jugador del Genoa
En la seva primera temporada al Genoa, va ser una figura clau, jugant 38 partits i marcant 8 gols. En el mes d'octubre de 2004 va ser fitxat definitivament pel Genoa. Aquella temporada, l'equip va quedar campió de la Sèrie B, però arran de l'anomenat “Cas Genoa”, la Federació Italiana de Futbol va penalitzar el Genoa a baixar a la Sèrie C1. Així doncs, la temporada 2005-06 Rossi va jugar a la Sèrie C1, jugant un total de 33 partits i fent 3 gols, ajudant al seu equip a pujar novament a la Sèrie B.
La temporada 2006-07 es va convertir en capità del Genoa i va aconseguir l'ascens a la Sèrie A, sent un jugador pràcticament insubstituïble, jugant 33 partits, marcant 3 gols i sent dirigit per Gian Piero Gasperini.
El 30 de març del 2008 realitza el seu primer gol amb el Genoa en la Sèrie A (el segon de la seva carrera) en un partit contra la Reggina.
La temporada 2008-09 el Genoa queda 5è en la competició, fet que li permetrà jugar la temporada següent en la Lliga Europa de la UEFA.
Actualment Marco Rossi continua sent el capità de l'equip i un símbol del Genoa.

## Palmarès

### ACF Fiorentina
- Copa italiana: 2001/2001

### Selecció italiana
- Eurocopa sub-21: 2000